# Монтаньоль
Монтаньо́ль (фр. Montagnol, окс. Montanhòl) — коммуна во Франции, находится в регионе Окситания. Департамент — Аверон. Входит в состав кантона Камарес. Округ коммуны — Мийо.
Код INSEE коммуны — 12147.
Коммуна расположена приблизительно в 560 км к югу от Парижа, в 130 км восточнее Тулузы, в 70 км к юго-востоку от Родеза.

## Население
Население коммуны на 2008 год составляло 155 человек.
| 1962 | 1968 | 1975 | 1982 | 1990 | 1999 | 2008 |
| ---- | ---- | ---- | ---- | ---- | ---- | ---- |
| 216  | 241  | 207  | 191  | 172  | 159  | 155  |

## Экономика
В 2007 году среди 81 человек в трудоспособном возрасте (15—64 лет) 54 были экономически активными, 27 — неактивными (показатель активности — 66,7 %, в 1999 году было 59,5 %). Из 54 активных работали 51 человек (32 мужчины и 19 женщин), безработных было 3 (1 мужчина и 2 женщины). Среди 27 неактивных 5 человек были учениками или студентами, 8 — пенсионерами, 14 были неактивными по другим причинам.

## Фотогалерея

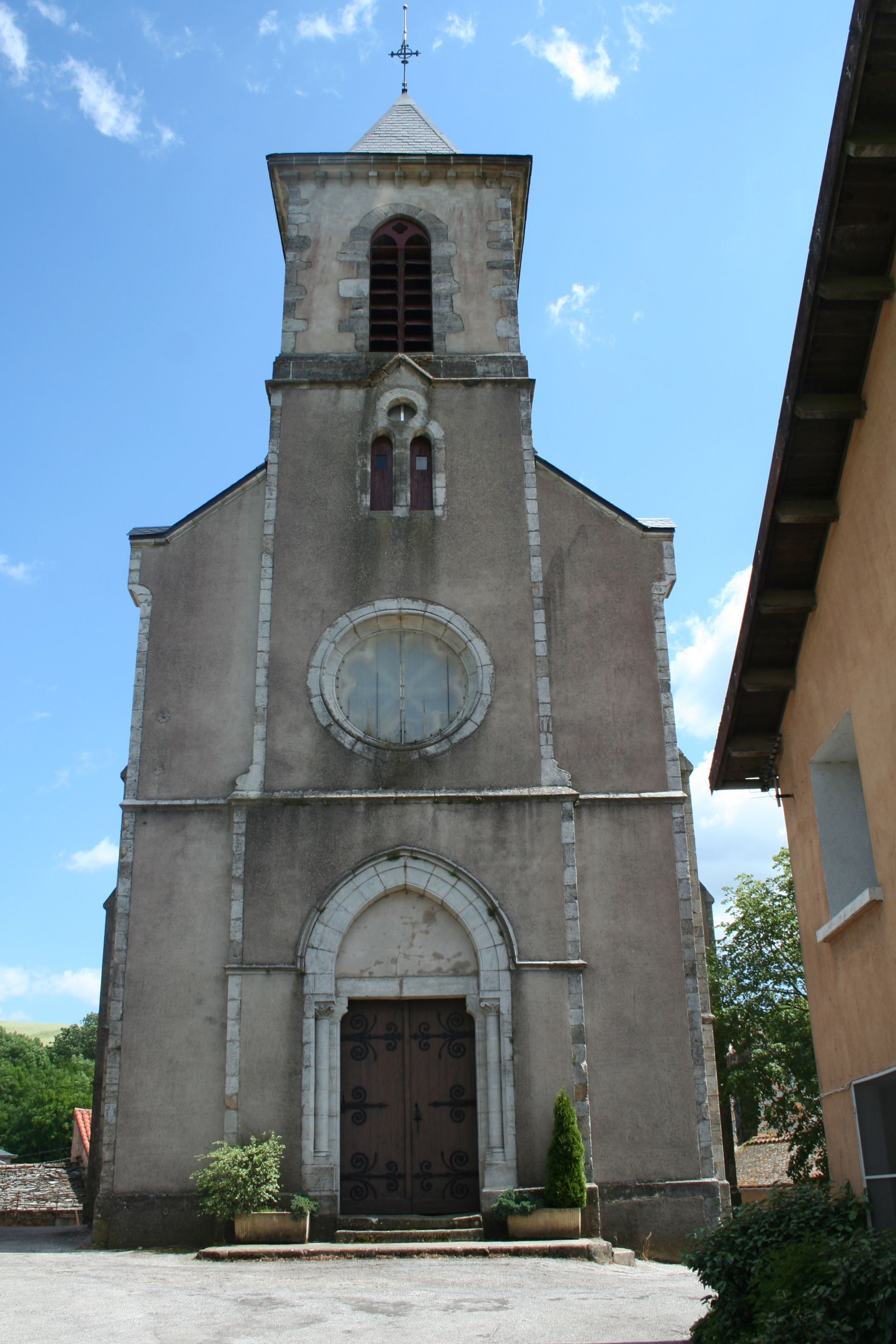
Церковь Сен-Мартен
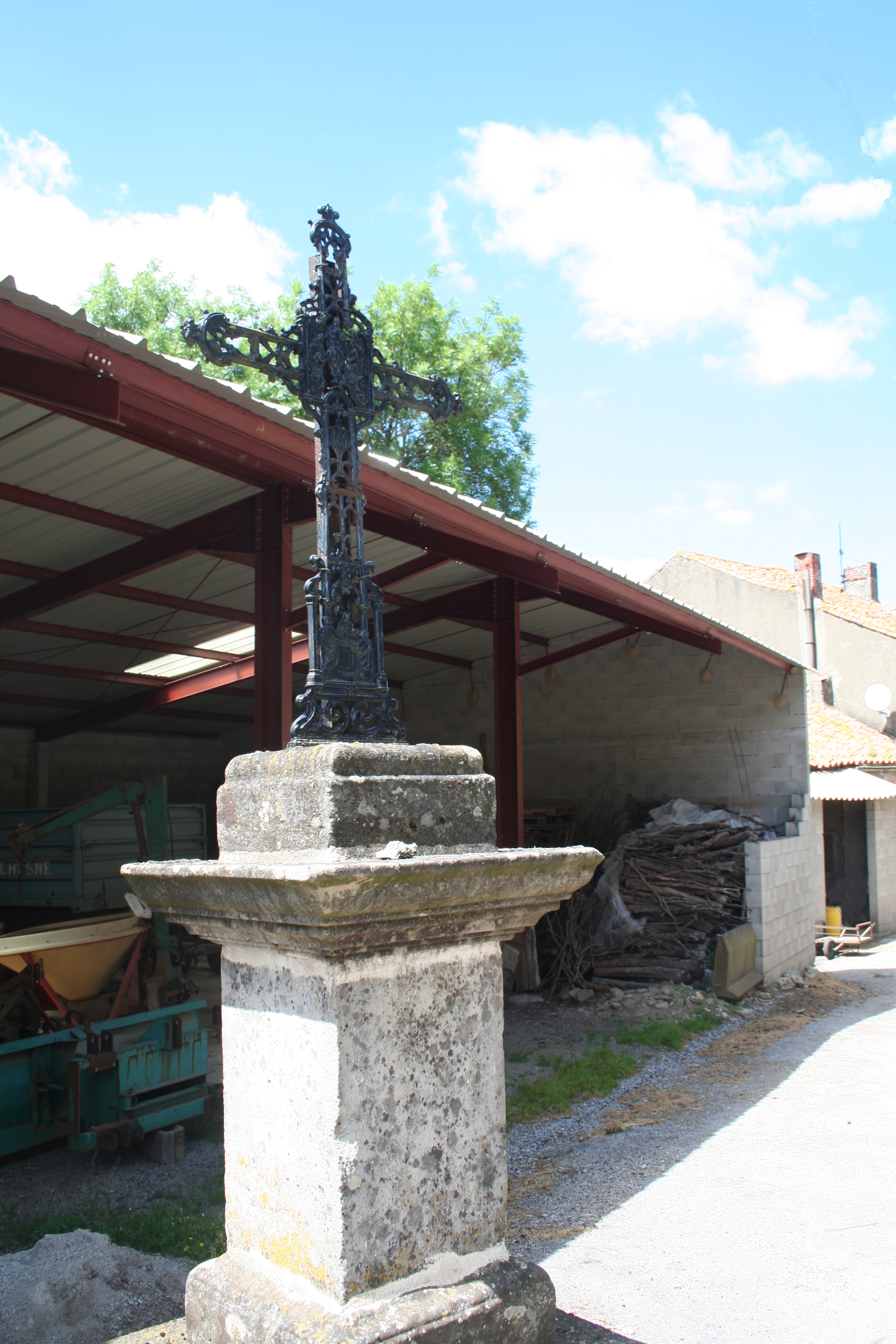
Придорожный крест
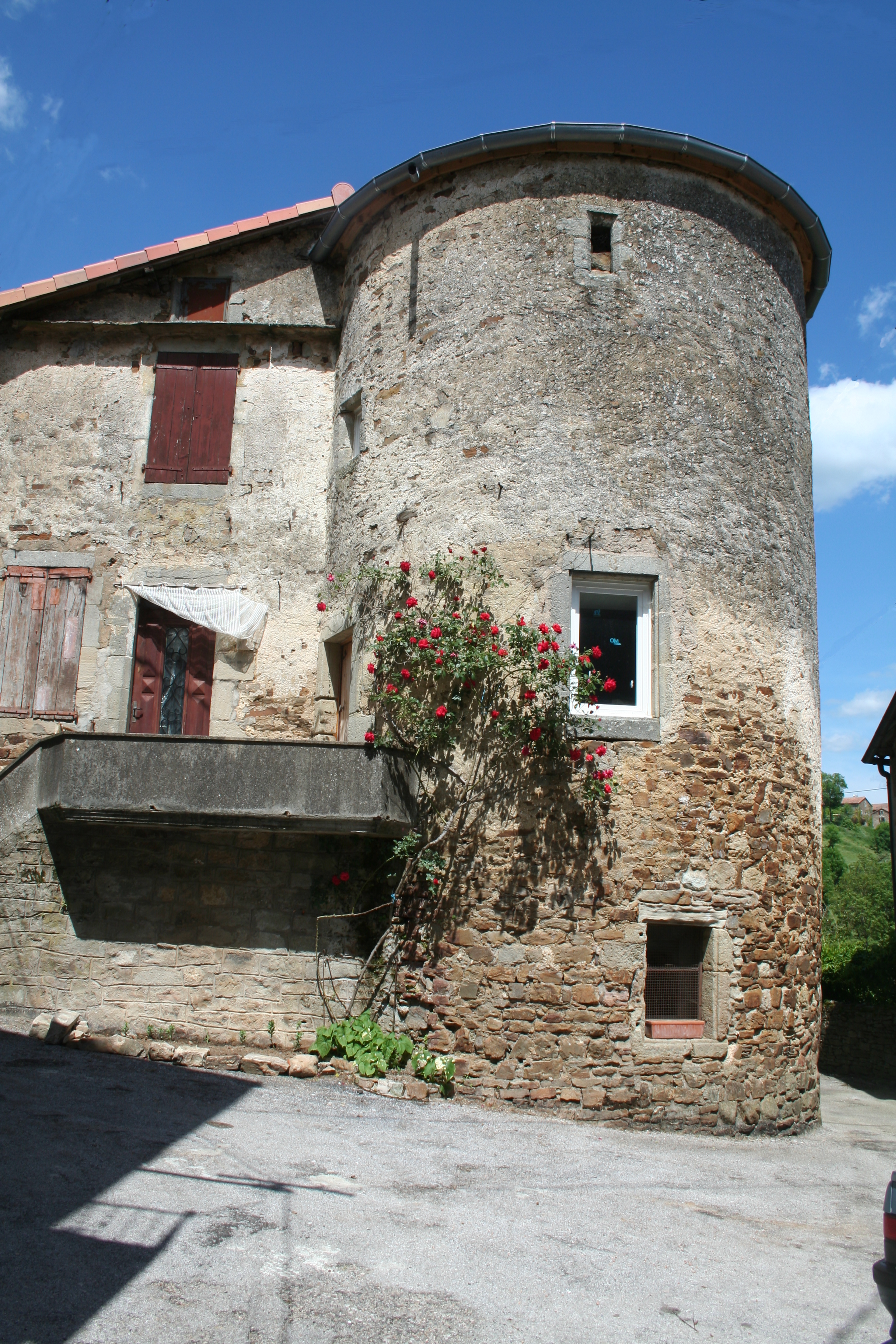
Укреплённый дом